# Punto su di te
Punto su di te è un singolo del rapper italiano Guè, pubblicato il 22 dicembre 2017 come quinto estratto dal quarto album in studio Gentleman.

## Classifiche
| Classifica (2017) | Posizione massima |
| ----------------- | ----------------- |
| Italia            | 44                |